# Flodvipa
Flodvipa (Vanellus duvaucelii) är en fåtalig vadarfågel i familjen pipare som hittas vid breda floder i södra och sydöstra Asien.

## Utseende
Flodvipan är en medelstor (29–32 cm) vipa i svart, brunt, grått och vitt. Den är brun ovan, svart på hjässa och strupe, grå på halssidan och på buken vit med en svart fläck. Även näbb och ben är svarta. I flykten syns bruna täckare, ett vitt diagonalt band från vingknogen snett bakåt och svarta vingpennor. Stjärten är vit med svart ändband.

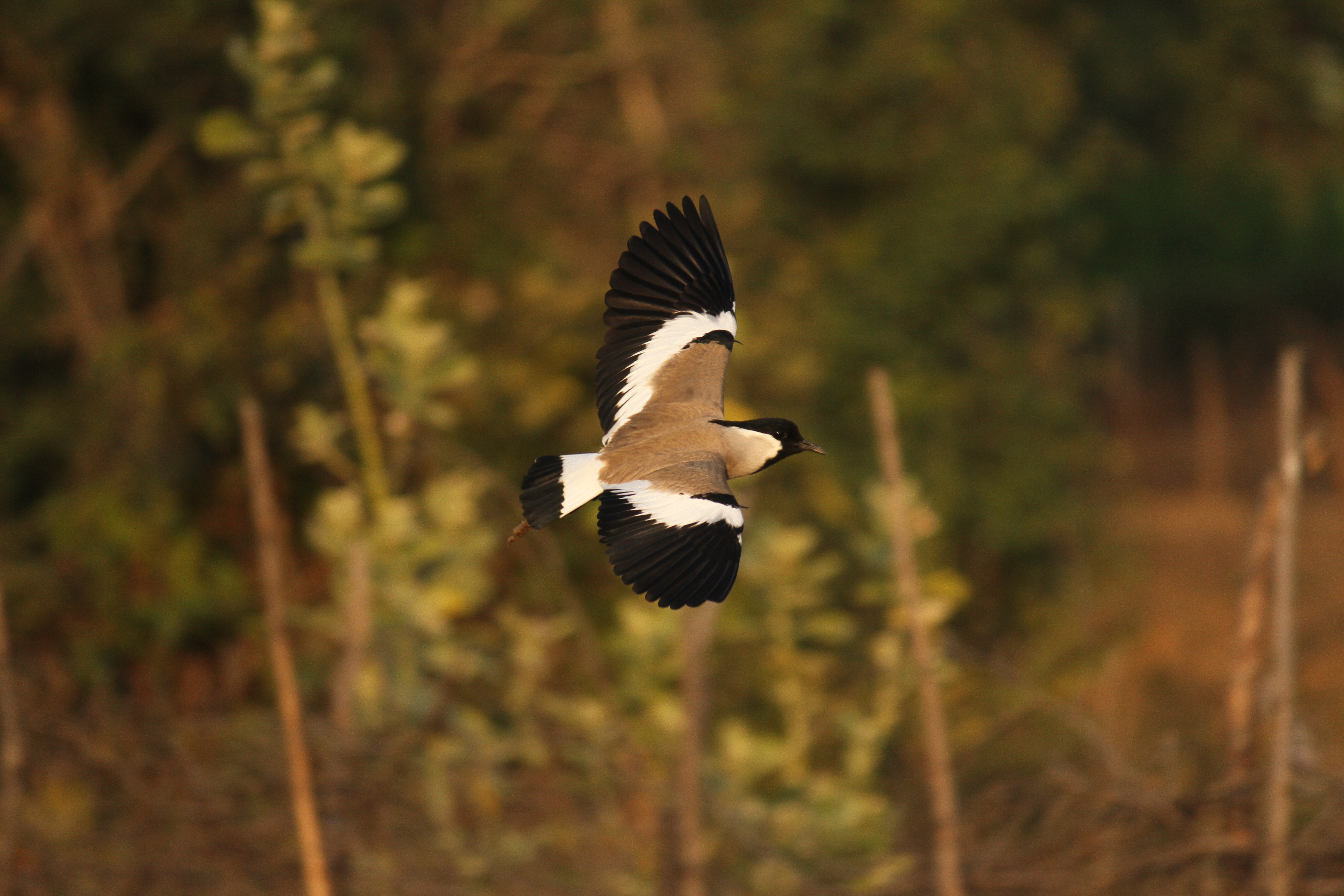

## Läte
Flodvipan är en ljudlig fågel, särskilt under spelet när den reser sin tofs helt och utbrister ett fyrstavigt läte, återgivet i engelsk litteratur som "did did do weet”. Det liknar rödflikvipans (V. indicus) men är inte lika gällt. Varningslätet som yttras både på marken och i flykten är en lång serie med klara "twick, twick...", med en till tre toner per sekund.

## Utbredning och systematik
Fågeln förekommer vid floder från Indien och Nepal till sydvästra Kina och Indokina. Flodvipan påminner om den mycket närbesläktade sporrvipan i Afrika, och de har tidigare ibland beskrivits som underarter av samma art. 

## Levnadssätt
Flodvipan hittas utmed stora floder och sjöar, framför allt vida, långsamt flytande floder med banker eller öar av sand eller grus. Den hittas också vid vattendammar.
Arten livnär sig huvudsakligen av insekter, maskar, kräftdjur och mollusker. Den sägs också ta grodor och grodyngel. Fågeln häckar från mars till juni på Indiska subkontinenten. I Bhutan har ungar setts så tidigt som i början av april.

## Status och hot
Flodvipan tros minska relativt kraftigt i antal till följd av hård tryck på dess levnadsmiljö och konstruktion av dammar. Internationella naturvårdsunionen IUCN kategoriserar därför arten som nära hotad. Världspopulationen uppskattas till under 20.000 häckande individer.

## Namn
Fågelns vetenskapliga artnamn hedrar Alfred Duvaucel (1796-1824), fransk naturforskare och samlare i Sumatra och Indien